# Чемпіонат ФРН з футболу 1977—1978: Бундесліга
Сезон Бундесліги 1977–1978 був 15-им сезоном в історії Бундесліги, найвищого дивізіону футбольної першості ФРН. Він розпочався 6 серпня 1977 і завершився 29 квітня 1978 року. Діючим чемпіоном країни була «Боруссія» (Менхенгладбах), яка не змогла захистити чемпіонський титул, поступившись за гіршою різницею голів  «Кельну», який і став переможцем сезону 1977/78.

## Формат змагання
Кожна команда грала з кожним із суперників по дві гри, одній вдома і одній у гостях. Команди отримували по два турнірні очки за кожну перемогу і по одному очку за нічию. Якщо дві або більше команд мали однакову кількість очок, розподіл місць між ними відбувався за різницею голів, а за їх рівності — за кількістю забитих голів. Команда з найбільшою кількістю очок ставала чемпіоном, а три найгірші команди вибували до Другої Бундесліги.

## Зміна учасників у порівнянні з сезоном 1976–77
«Карлсруе», «Теніс Боруссія» і «Рот-Вайс» (Ессен) за результатами попереднього сезону вибули до Другої Бундесліги. На їх місце до вищого дивізіону підвищилися «Санкт-Паулі», переможець Північного дивізіону Другої Бундесліги, «Штутгарт», переможець Південного дивізіону, а також «Мюнхен 1860», який у плей-оф за місце у Бундеслізі здолав «Армінію» (Білефельд).

## Огляд сезону
Сезон 1977–78 завершувався вже наприкінці квітня, раніше ніж зазвичай, через проведення чемпіонату світу 1978 в Аргентині.
Боротьба за чемпіонський титул точилася до останнього туру між діючим чемпіоном «Боруссією» (Менхенгладбах) і «Кельном». Перед останнім туром команди мали однакову кількість очок, проте у «Кельна» була на десять голів краща різниця забитих і пропущених м'ячів. Попри таке відставання діючі чемпіони зробили спробу захистити титул, значно покращивши цю різницю, здолавши в останньому турі дортмундську «Боруссію» з рахунком 12:0, який викликав численні підозри у договірному характері цього матчу. Однак, цього виявилося недостатньо, оскільки «Кельн» у свою чергу також покращив свою різницю голів, здолавши в останньому турі «Санкт-Паулі» з рахунком 5:0, тож його різниця забитих і пропущених виявилася на 3 голи кращою, ніж у менхенгладбахців, і принесла «Кельну» третій в історії титул чемпіонів ФРН.

## Команди-учасниці
| Клуб                            | Місто              | Стадіон               | Вміщує  |
| ------------------------------- | ------------------ | --------------------- | ------- |
| «Герта» (Берлін)                | Берлін             | Олімпіаштадіон        | 100,000 |
| «Бохум»                         | Бохум              | Воновія Рурштадіон    | 40,000  |
| «Айнтрахт» (Брауншвейг)         | Брауншвейг         | Айнтрахтштадіон       | 38,000  |
| «Вердер»                        | Бремен             | Везерштадіон          | 32,000  |
| «Боруссія» (Дортмунд)           | Дортмунд           | Зігналь Ідуна Парк    | 54,000  |
| «Дуйсбург»                      | Дуйсбург           | Ведауштадіон          | 38,500  |
| «Фортуна» (Дюссельдорф)         | Дюссельдорф        | Райнштадіон           | 59,600  |
| «Айнтрахт» (Франкфурт-на-Майні) | Франкфурт-на-Майні | Вальдштадіон          | 62,000  |
| «Гамбург»                       | Гамбург            | Фолькспаркштадіон     | 80,000  |
| «Кайзерслаутерн»                | Кайзерслаутерн     | Бетценберг            | 42,000  |
| «Кельн»                         | Кельн              | Рейн Енергі Штадіон   | 61,000  |
| «Боруссія» (Менхенгладбах)      | Менхенгладбах      | Бекельбергштадіон     | 34,500  |
| «Мюнхен 1860»                   | Мюнхен             | Олімпіаштадіон        | 80,000  |
| «Баварія» (Мюнхен)              | Мюнхен             | Олімпіаштадіон        | 80,000  |
| «Саарбрюкен»                    | Саарбрюккен        | Людвігспаркштадіон    | 40,000  |
| «Шальке 04»                     | Гельзенкірхен      | Паркштадіон           | 70,000  |
| «Санкт-Паулі»                   | Гамбург            | Вільгельм-Кох-Штадіон | 32,000  |
| «Штутгарт»                      | Штутгарт           | Неккарштадіон         | 72,000  |

## Турнірна таблиця
| Поз | Команда                         | І  | В  | Н  | П  | ГЗ | ГП | РГ  | О  | Кваліфікація або пониження                    |
| --- | ------------------------------- | -- | -- | -- | -- | -- | -- | --- | -- | --------------------------------------------- |
| 1   | «Кельн» (C)                     | 34 | 22 | 4  | 8  | 86 | 41 | +45 | 48 | Перший раунд Кубка чемпіонів 1978—1979        |
| 2   | «Боруссія» (Менхенгладбах)      | 34 | 20 | 8  | 6  | 86 | 44 | +42 | 48 | Перший раунд Кубка УЄФА 1978—1979             |
| 3   | «Герта» (Берлін)                | 34 | 15 | 10 | 9  | 59 | 48 | +11 | 40 | Перший раунд Кубка УЄФА 1978—1979             |
| 4   | «Штутгарт»                      | 34 | 17 | 5  | 12 | 58 | 40 | +18 | 39 | Перший раунд Кубка УЄФА 1978—1979             |
| 5   | «Фортуна» (Дюссельдорф)         | 34 | 15 | 9  | 10 | 49 | 36 | +13 | 39 | Перший раунд Кубка володарів кубків 1978—1979 |
| 6   | «Дуйсбург»                      | 34 | 15 | 7  | 12 | 62 | 59 | +3  | 37 | Перший раунд Кубка УЄФА 1978—1979             |
| 7   | «Айнтрахт» (Франкфурт-на-Майні) | 34 | 16 | 4  | 14 | 59 | 52 | +7  | 36 |                                               |
| 8   | «Кайзерслаутерн»                | 34 | 16 | 4  | 14 | 64 | 63 | +1  | 36 |                                               |
| 9   | «Шальке 04»                     | 34 | 14 | 6  | 14 | 47 | 52 | −5  | 34 |                                               |
| 10  | «Гамбург»                       | 34 | 14 | 6  | 14 | 61 | 67 | −6  | 34 |                                               |
| 11  | «Боруссія» (Дортмунд)           | 34 | 14 | 5  | 15 | 57 | 71 | −14 | 33 |                                               |
| 12  | «Баварія» (Мюнхен)              | 34 | 11 | 10 | 13 | 62 | 64 | −2  | 32 |                                               |
| 13  | «Айнтрахт» (Брауншвейг)         | 34 | 14 | 4  | 16 | 43 | 53 | −10 | 32 |                                               |
| 14  | «Бохум»                         | 34 | 11 | 9  | 14 | 49 | 51 | −2  | 31 |                                               |
| 15  | «Вердер»                        | 34 | 13 | 5  | 16 | 48 | 57 | −9  | 31 |                                               |
| 16  | «Мюнхен 1860» (R)               | 34 | 7  | 8  | 19 | 41 | 60 | −19 | 22 | Пониження у класі до Другої Бундесліги        |
| 17  | «Саарбрюкен» (R)                | 34 | 6  | 10 | 18 | 39 | 70 | −31 | 22 | Пониження у класі до Другої Бундесліги        |
| 18  | «Санкт-Паулі» (R)               | 34 | 6  | 6  | 22 | 44 | 86 | −42 | 18 | Пониження у класі до Другої Бундесліги        |

1. 1 2 3  Оскільки «Кельн» також виграв й Кубок Німеччини, право участі у Кубку володарів кубків отримав фіналіст національного кубкового змагання «Фортуна» (Дюссельдорф), а її місце у Кубку УЄФА перейшло до «Дуйсбурга».

## Результати
| Команда                         | ГЕР | БОХ | АЙБ | ВЕР | БРД  | ДУЙ | ФОР | АЙФ | ГАМ | КАЙ | КЕЛ | БРМ | М60 | БАВ | СРБ | Ш04 | СТП | ШТТ |
| ------------------------------- | --- | --- | --- | --- | ---- | --- | --- | --- | --- | --- | --- | --- | --- | --- | --- | --- | --- | --- |
| «Герта» (Берлін)                | —   | 4–3 | 1–0 | 2–0 | 3–1  | 2–2 | 0–0 | 2–0 | 3–2 | 2–1 | 1–1 | 2–1 | 4–1 | 3–1 | 1–1 | 2–1 | 5–0 | 1–1 |
| «Бохум»                         | 5–0 | —   | 1–1 | 2–0 | 1–0  | 1–2 | 2–1 | 0–1 | 2–1 | 0–1 | 0–0 | 0–0 | 2–0 | 2–1 | 4–2 | 1–1 | 4–0 | 1–0 |
| «Айнтрахт» (Брауншвейг)         | 1–1 | 3–1 | —   | 2–0 | 0–1  | 1–0 | 2–0 | 1–1 | 4–0 | 3–1 | 1–0 | 0–6 | 2–1 | 1–1 | 3–0 | 3–1 | 2–0 | 3–1 |
| «Вердер»                        | 4–2 | 1–0 | 2–1 | —   | 3–1  | 4–2 | 2–1 | 3–0 | 1–2 | 5–3 | 0–2 | 3–2 | 2–0 | 1–1 | 1–1 | 2–0 | 4–0 | 0–1 |
| «Боруссія» (Дортмунд)           | 1–1 | 5–3 | 2–0 | 4–1 | —    | 2–1 | 1–2 | 0–2 | 2–1 | 4–0 | 1–2 | 3–3 | 1–3 | 1–1 | 2–1 | 2–1 | 1–1 | 4–1 |
| «Дуйсбург»                      | 2–1 | 0–0 | 3–1 | 2–0 | 1–2  | —   | 0–0 | 3–0 | 5–2 | 3–2 | 1–2 | 1–1 | 1–1 | 6–3 | 5–0 | 1–0 | 4–3 | 2–1 |
| «Фортуна» (Дюссельдорф)         | 0–0 | 1–1 | 2–0 | 2–0 | 1–0  | 0–0 | —   | 2–1 | 3–1 | 4–1 | 5–1 | 1–3 | 2–0 | 4–2 | 2–1 | 1–1 | 3–1 | 1–0 |
| «Айнтрахт» (Франкфурт-на-Майні) | 0–5 | 5–3 | 2–0 | 0–2 | 2–1  | 3–1 | 4–0 | —   | 0–2 | 1–3 | 2–2 | 4–2 | 1–0 | 4–0 | 4–0 | 3–0 | 5–2 | 2–0 |
| «Гамбург»                       | 2–2 | 3–1 | 4–2 | 1–1 | 4–1  | 4–1 | 0–3 | 0–0 | —   | 3–1 | 1–0 | 2–6 | 3–0 | 2–2 | 1–2 | 2–0 | 0–2 | 2–0 |
| «Кайзерслаутерн»                | 2–0 | 4–1 | 2–1 | 2–1 | 4–0  | 6–1 | 3–2 | 2–0 | 3–0 | —   | 0–2 | 0–3 | 1–0 | 5–0 | 2–1 | 0–0 | 2–1 | 0–4 |
| «Кельн»                         | 3–1 | 2–1 | 6–0 | 7–2 | 4–1  | 5–2 | 1–0 | 0–1 | 6–1 | 4–1 | —   | 1–1 | 6–2 | 2–0 | 3–1 | 2–4 | 4–1 | 2–1 |
| «Боруссія» (Менхенгладбах)      | 2–1 | 2–2 | 3–1 | 4–0 | 12–0 | 1–3 | 3–2 | 2–0 | 2–1 | 2–2 | 2–5 | —   | 2–1 | 2–0 | 6–1 | 2–1 | 2–1 | 3–1 |
| «Мюнхен 1860»                   | 2–3 | 2–0 | 1–0 | 0–0 | 0–2  | 4–0 | 0–1 | 2–4 | 2–2 | 2–2 | 1–3 | 1–1 | —   | 1–1 | 2–0 | 0–0 | 4–1 | 1–2 |
| «Баварія» (Мюнхен)              | 0–2 | 1–1 | 3–2 | 3–1 | 3–0  | 3–2 | 0–0 | 2–1 | 2–0 | 4–2 | 0–3 | 1–1 | 1–3 | —   | 7–1 | 7–1 | 4–2 | 2–0 |
| «Саарбрюкен»                    | 2–2 | 0–1 | 0–1 | 1–1 | 2–2  | 1–2 | 1–1 | 0–0 | 3–5 | 3–3 | 1–0 | 0–1 | 1–1 | 2–1 | —   | 2–1 | 4–0 | 1–1 |
| «Шальке 04»                     | 2–0 | 3–1 | 1–0 | 1–0 | 0–2  | 0–1 | 1–0 | 3–2 | 2–2 | 3–0 | 2–0 | 1–2 | 2–1 | 3–2 | 2–0 | —   | 4–1 | 3–1 |
| «Санкт-Паулі»                   | 3–0 | 1–1 | 0–1 | 3–1 | 3–6  | 2–2 | 2–1 | 5–3 | 2–3 | 0–3 | 0–5 | 0–1 | 4–1 | 0–0 | 1–3 | 1–1 | —   | 1–1 |
| «Штутгарт»                      | 1–0 | 3–1 | 5–0 | 2–0 | 4–1  | 1–0 | 1–1 | 2–1 | 1–2 | 3–0 | 3–0 | 2–0 | 3–1 | 3–3 | 1–0 | 6–1 | 1–0 | —   |

## Найкращі бомбардири
24 голів
- Дітер Мюллер («Кельн»)
- Герд Мюллер («Баварія» (Мюнхен))

21 гол
- Клаус Топпмеллер («Кайзерслаутерн»)

20 голів
- Манфред Бургсмюллер («Боруссія» (Дортмунд))
- Клаус Фішер («Шальке 04»)

18 голів
- Юпп Гайнкес («Боруссія» (Менхенгладбах))

17 голів
- Карл-Гайнц Граніца («Герта» (Берлін))
- Аллан Сімонсен («Боруссія» (Менхенгладбах))

16 голів
- Франц Гербер («Санкт-Паулі»)
- Рудольф Зелігер («Дуйсбург»)

## Склад чемпіонів
| «Кельн» |
| --- |
| Воротар: Гаральд Шумахер (34). Захисники: Роланд Гербер (34 / 2); Герхард Штрак (32 / 2); Герберт Циммерманн (32 / 2); Гаральд Конопка (31 / 3); Бернгард Кулльман (27 / 6); Герберт Гайн (4); Райнер Нікот (1). Півзахисники: Гайнц Флое (34 / 14); Герберт Нойманн (34 / 8); Гайнц Зіммет (23 / 1); Окудера Ясухіко (20 / 4); Дітер Престін (14 / 3); Гольгер Вільмер (11 / 1); Юрген Гловач (5). Нападники: Дітер Мюллер (33 / 24); Рогер Ван Гоол (32 / 12); Ганнес Лер (8 / 1). (кількість ігор і голів наведені у дужках) Головний тренер: Геннес Вайсвайлер. Був у заявці, але не взяв участі у жодній грі чемпіонату: Геральд Ерманн; Вольфганг Вебер; Гайнц Папе; Норберт Шміц; Пребен Елк'яер-Ларсен ; Клаус Кеслінг. |